# Шане (Златна обала)
Шане (фр. Channay) насеље је и општина у источном делу централне Француске у региону Бургоња, у департману Златна обала која припада префектури Монбар.
По подацима из 2011. године у општини је живело 63 становника, а густина насељености је износила 4,73 становника/km². Општина се простире на површини од 13,33 km². Налази се на средњој надморској висини од 208 метара (максималној 288 m, а минималној 197 m).

## Демографија
| 1962. | 1968. | 1975. | 1982. | 1990. | 1999. | 2011. |
| ----- | ----- | ----- | ----- | ----- | ----- | ----- |
| 102   | 106   | 74    | 68    | 70    | 76    | 63    |

График промене броја становника у току последњих година